# Arona, Italien
Arona är en stad och kommun i provinsen Novara i regionen Piemonte i norra Italien vid Lago Maggiore, Kommunen hade 13 952 invånare (2018) och gränsar till kommunerna Angera, Comignago, Dormelletto, Invorio, Meina, Oleggio Castello och Paruzzaro.
Stadens huvudnäring är turism.